# Coppa dei Campioni del Golfo
La Coppa dei Campioni del Golfo, conosciuta anche con il nome di AGCFF Gulf Club Champions League(in arabo دوري أبطال الخليج للأندية‎?) è una competizione calcistica annuale organizzata dalla Arab Gulf Cup Football Federation, riservata alle squadre provenienti dalle 8 nazioni del Golfo persico.

## Storia
La prima edizione della competizione venne organizzata dal Consiglio di cooperazione del Golfo (GCC) nel 1982 con il nome di GCC Club Championship, con la vittoria della squadra proveniente dal Kuwait dell'Al-Arabi. La competizione dopo quella prima stagione ha continuato a disputarsi, in maniera quasi del tutto regolare, per 30 edizioni sempre sotto l'egida del GCC, fungendo nelle prime edizioni anche come torneo di qualificazione per il Campionato d'Asia per club, ma negli anni dieci del duemila ha vissuto un forte periodo di declino, culminato con la disputa dell'ultima edizione nel 2015, vinta dagli emiratini dell'Al-Shabab, e con i fallimentari tentativi di organizzare una successiva edizione, prima nel 2016 e poi nel 2017.
Nell'agosto del 2024 il torneo è stato rilanciato dalla Arab Gulf Cup Football Federation, un organo calcistico affiliato all'AFC composta dalle 8 associazioni calcistiche nazionali localizzate nei paesi del Golfo persico, sotto il nome di AGCFF Gulf Club Champions League.

## Albo d'oro

### GCC Club Championship
| Anno | Vincitore   | Risultato        | Secondo posto | Sede                                 |
| ---- | ----------- | ---------------- | ------------- | ------------------------------------ |
| 1982 | Al-Arabi    | Formato a girone | Al-Riffa      | Nessuna sede                         |
| 1983 | Al-Ettifaq  | 1-0              | Al-Arabi      | Doha - Stadio internazionale Khalifa |
| 1985 | Al-Ahli     | 2-0              | Al-Arabi      | Dubai - Stadio Zabeel                |
| 1986 | Al-Hilal    | Formato a girone | Al-Arabi      | Riad - Arabia Saudita                |
| 1987 | Kazma       | Formato a girone | Al-Hilal      | Kuwait City - Kuwait                 |
| 1988 | Al-Ettifaq  | Formato a girone | Kazma         | Sharjah - Emirati Arabi Uniti        |
| 1989 | Fanja       | 1-1 (4-2 dcr)    | Al-Muharraq   | Manama - Bahrain                     |
| 1991 | Al-Sadd     | Formato a girone | Sharjah       | Doha - Qatar                         |
| 1992 | Al-Shabab   | Formato a girone | Al-Hilal      | Muscat - Oman                        |
| 1993 | Al-Shabab   | Formato a girone | Al-Shabab     | Riad - Arabia Saudita                |
| 1994 | Al-Shabab   | Formato a girone | Al-Arabi      | Kuwait City - Kuwait                 |
| 1995 | Kazma       | Formato a girone | Al-Riffa      | Al-'Ayn - Emirati Arabi Uniti        |
| 1996 | Al-Nassr    | Formato a girone | Dhofar        | Riffa - Bahrain                      |
| 1997 | Al-Nassr    | Formato a girone | Kazma         | Doha - Qatar                         |
| 1998 | Al-Hilal    | Formato a girone | East Riffa    | Sur - Oman                           |
| 1999 | Al-Ittihad  | Formato a girone | Al-Salmiya    | Jeddah - Arabia Saudita              |
| 2000 | Al-Qadisiya | Formato a girone | Al-Hilal      | Kuwait City - Kuwait                 |
| 2001 | Al-Ain      | Formato a girone | Al-Ittihad    | Al-'Ayn - Emirati Arabi Uniti        |
| 2002 | Al-Ahli     | Formato a girone | Al-Muharraq   | Riffa - Bahrain                      |
| 2003 | Al-Arabi    | Formato a girone | Al-Muharraq   | Doha - Qatar                         |
| 2005 | Al-Qadisiya | Formato a girone | Al-Wasl       | Kuwait City - Kuwait                 |

### GCC Champions League
| Stagione | Vincitore   | Finalista perdente | Risultati     | Sedi della finale                             |
| -------- | ----------- | ------------------ | ------------- | --------------------------------------------- |
| 2006     | Al-Ettifaq  | Al-Qadisiya        | 1-0           | Kuwait City - Mohammed Al-Hamad Stadium       |
| 2006     | Al-Ettifaq  | Al-Qadisiya        | 1-1           | Dammam - Stadio Principe Mohamed bin Fahd     |
| 2007     | Al-Jazira   | Al-Ettifaq         | 0-2           | Abu Dhabi - Stadio Mohammed bin Zayed         |
| 2007     | Al-Jazira   | Al-Ettifaq         | 3-1 (7-6 dcr) | Dammam - Stadio Principe Mohamed bin Fahd     |
| 2008     | Al-Ahli     | Al-Nassr           | 1-0           | Jeddah - Stadio Principe Abd Allāh bin Fayṣal |
| 2008     | Al-Ahli     | Al-Nassr           | 2-0           | Riad - Stadio Principe Faisal bin Fahd        |
| 2009     | Al-Wasl     | Qatar SC           | 2-2           | Doha - Stadio Qatar SC                        |
| 2009     | Al-Wasl     | Qatar SC           | 1-1           | Dubai - Stadio Zabeel                         |
| 2011     | Al-Shabab   | Al-Ahli Dubai      | 2-3           | Dubai - Stadio Al-Rashid                      |
| 2011     | Al-Shabab   | Al-Ahli Dubai      | 2-0           | Dubai - Stadio Maktum bin Rashid Al Maktum    |
| 2012     | Al-Muharraq | Al-Wasl            | 1-3           | Madinat 'Isa - Khalifa Sports City Stadium    |
| 2012     | Al-Muharraq | Al-Wasl            | 3-1           | Dubai - Stadio Zabeel                         |
| 2013     | Baniyas     | Al-Khor            | 1-1           | Al Khawr - Al-Khor SC Stadium                 |
| 2013     | Baniyas     | Al-Khor            | 2-1           | Abu Dhabi - Stadio Baniyas                    |

### GCC Club Cup
| Anno | Vincitore  | Risultato     | Secondo posto | Sede finale                                |            |
| ---- | ---------- | ------------- | ------------- | ------------------------------------------ | ---------- |
| 2014 | Al-Nasr    | 2-1           | Saham Club    | Dubai - Stadio Maktum bin Rashid Al Maktum |            |
| 2015 | Al-Shabab  | 1-1 (4-3 dcr) | Al-Seeb       | Seeb - Al-Seeb Stadium                     |            |
| 2016 | Cancellata | Cancellata    | Cancellata    | Cancellata                                 | Cancellata |
| 2017 | Cancellata | Cancellata    | Cancellata    | Cancellata                                 | Cancellata |

### AGCFF Gulf Club Champions League
| Stagione | Vincitore  | Finalista   | Risultati | Sedi della finale                       |
| -------- | ---------- | ----------- | --------- | --------------------------------------- |
| 2024-25  | Duhok      | Al-Qadisiya | 0 - 0     | Kuwait City - Mohammed Al-Hamad Stadium |
| 2024-25  | Duhok      | Al-Qadisiya | 2 - 1     | Duhok - Duhok Stadium                   |
| 2025-26  | da giocare | da giocare  | -         | de decidere                             |
| 2025-26  | da giocare | da giocare  | -         | de decidere                             |

## Statistiche

### Vittorie per squadra
| Squadra     | Vittorie | Finali perse | Anni vittorie      | Anni finali perse  |
| ----------- | -------- | ------------ | ------------------ | ------------------ |
| Al-Ittifaq  | 3        | 1            | (2006, 1988, 1983) | (2007)             |
| Al-Ahli     | 3        | -            | (2008, 2002, 1985) |                    |
| Al-Shabab   | 3        | 1            | (2015, 2011, 1992) | (1993)             |
| Al-Hilal    | 2        | 3            | (1998, 1986)       | (2000, 1992, 1987) |
| Al-Arabi    | 2        | 2            | (2003, 1982)       | (1994, 1985)       |
| Al-Kazma    | 2        | 2            | (1995, 1987)       | (1997, 1988)       |
| Al-Qadisiya | 2        | 2            | (2005, 2000)       | (2006, 2025)       |
| Al-Nasr     | 2        | 1            | (1997, 1996)       | (2008)             |
| Al-Shabab   | 2        | 0            | (1994, 1993)       |                    |
| Al-Muharraq | 1        | 3            | (2012)             | (2003, 2002, 1989) |
| Al-Ittihad  | 1        | 1            | (1999)             | (2001)             |
| Al-Wasl     | 1        | 2            | (2010)             | (2005, 2012)       |
| Al-Jazira   | 1        | -            | (2007)             |                    |
| Baniyas     | 1        | -            | (2013)             |                    |
| Al-Ain      | 1        | -            | (2001)             |                    |
| Al-Sadd     | 1        | -            | (1991)             |                    |
| Duhok       | 1        | -            | (2025)             |                    |
| Fanja       | 1        | -            | (1989)             |                    |
| Riffa Club  | -        | 2            |                    | (1998, 1982)       |
| Al-Salmiya  | -        | 1            |                    | (1999)             |
| Dhofar      | -        | 1            |                    | (1996)             |
| Al-Sharjah  | -        | 1            |                    | (1991)             |
| Al-Ahli     | -        | 1            |                    | (2011)             |
| Al-Arabi    | -        | 1            |                    | (1986)             |
| Qatar SC    | -        | 1            |                    | (2010)             |
| Al-Khor     | -        | 1            |                    | (2013)             |
| Saham Club  | -        | 1            |                    | (2014)             |
| Al-Seeb     | -        | 1            |                    | (2015)             |

### Vittorie per nazione
| # | Nazione             | Vittorie | Secondi posti |
| - | ------------------- | -------- | ------------- |
| 1 | Arabia Saudita      | 13       | 6             |
| 2 | Emirati Arabi Uniti | 7        | 5             |
| 3 | Kuwait              | 6        | 6             |
| 4 | Bahrein             | 1        | 5             |
| 5 | Qatar               | 1        | 3             |
| 6 | Oman                | 1        | 3             |
| 7 | Iraq                | 1        | 0             |

## Capocannonieri
| Stagione  | Giocatore                                           | Club                | Goal        |
| --------- | --------------------------------------------------- | ------------------- | ----------- |
| 1982      | Mansour Muftah                                      | Al-Arabi            | 6           |
| 1983-1992 | Sconosciuto                                         | Sconosciuto         | Sconosciuto |
| 1993      | Aissa Sangour                                       | Al-Shabab           | 4           |
| 1994      | Saeed Al-Owairan                                    | Al-Shabab           | 4           |
| 1995      | Saleh Almesnad                                      | Kazma               | 5           |
| 1986-1998 | Sconosciuto                                         | Sconosciuto         | Sconosciuto |
| 1999      | Rashad Jamal Salem                                  | Al-Salmiya          | 7           |
| 2000      | Badr Al Shemmari                                    | Al-Qadisiya         | 5           |
| 2001      | Ali Hassan Al-Yami                                  | Al-Ittihad          | 6           |
| 2002      | Ibrahim Al-Shahrani                                 | Al-Ahli             | 5           |
| 2003      | Mohammad Al-Shalhoub Hussain Al-Ali Malek Al-Qallaf | Al-Hilal Al-Arabi   | 2           |
| 2005      | Alexandre Oliveira Salman Isa                       | Al-Wasl Al-Riffa    | 5           |
| 2006      | Saleh Bashir                                        | Al-Ettifaq          | 5           |
| 2007      | Antonin Koutouan                                    | Al-Jazira           | 6           |
| 2008      | Bader Al-Mutawa                                     | Al-Qadisiya         | 6           |
| 2009      | Saeed Al Kass                                       | Al-Wasl             | 4           |
| 2011      | Essa Obaid Boris Kabi                               | Al-Shabab Al Dhafra | 4           |
| 2012      | Hussain Al-Musawi                                   | Al-Arabi            | 8           |
| 2013      | Yahia Kébé                                          | Al-Kharitiyath      | 6           |
| 2014      | Léo Lima Brett Holman Carlos Villanueva             | Al-Nasr Al-Shabab   | 3           |
| 2015      | Rodrigo Tabata                                      | Al-Rayyan           | 5           |
| 2024-25   | Ali Mabkhout                                        | Al-Nasr             | 4           |